# French Super Series 2008
Die French Super Series 2008 waren das zehnte Turnier der BWF Super Series 2008 im Badminton. Es fand vom 28. Oktober bis zum 2. November 2008 im Stade Pierre de Coubertin von Paris statt. Das Preisgeld betrug 200.000 US-Dollar.

## Sieger und Platzierte
| Disziplin    | Gold                        | Silber                      | Bronze                        |
| ------------ | --------------------------- | --------------------------- | ----------------------------- |
| Herreneinzel | Peter Gade                  | Taufik Hidayat              | Lee Chong Wei                 |
| Herreneinzel | Peter Gade                  | Taufik Hidayat              | Kenneth Jonassen              |
| Dameneinzel  | Wang Lin                    | Xie Xingfang                | Lu Lan                        |
| Dameneinzel  | Wang Lin                    | Xie Xingfang                | Tine Rasmussen                |
| Herrendoppel | Markis Kido Hendra Setiawan | Cai Yun Xu Chen             | Lars Paaske Jonas Rasmussen   |
| Herrendoppel | Markis Kido Hendra Setiawan | Cai Yun Xu Chen             | Koo Kien Keat Tan Boon Heong  |
| Damendoppel  | Du Jing Yu Yang             | Chin Eei Hui Wong Pei Tty   | Zhang Yawen Zhao Tingting     |
| Damendoppel  | Du Jing Yu Yang             | Chin Eei Hui Wong Pei Tty   | Cheng Shu Zhao Yunlei         |
| Mixed        | He Hanbin Yu Yang           | Anthony Clark Donna Kellogg | Nova Widianto Liliyana Natsir |
| Mixed        | He Hanbin Yu Yang           | Anthony Clark Donna Kellogg | Koo Kien Keat Wong Pei Tty    |

## Finalresultate
| Disziplin    | Sieger                      | Finalist                    | Ergebnis            |
| ------------ | --------------------------- | --------------------------- | ------------------- |
| Herreneinzel | Peter Gade                  | Taufik Hidayat              | 16–21, 21–17, 21–7  |
| Dameneinzel  | Wang Lin                    | Xie Xingfang                | 21–18, 13–21, 21–11 |
| Herrendoppel | Markis Kido Hendra Setiawan | Cai Yun Xu Chen             | 21–15, 21–12        |
| Damendoppel  | Du Jing Yu Yang             | Chin Eei Hui Wong Pei Tty   | 20–22, 21–19, 21–11 |
| Mixed        | He Hanbin Yu Yang           | Anthony Clark Donna Kellogg | 21–13, 21–19        |